# Pasión por el fútbol
Pasión por el fútbol es un programa de televisión argentino deportivo emitido por Canal 13 y producido por Torneos. Es conducido por Sebastián "El Pollo" Vignolo.

## Sinopsis
El programa analiza lo ocurrido en la Fecha de la Liga Profesional de Fútbol. Conducido por Sebastián "El Pollo" Vignolo y acompañado de un amplio panel conformado por: Hector Gallo, Horacio Pagani, Federico Bulos, Nicolas Distasio y Narella Senra.
El programa inicia con una breve intro donde se publicita la nueva "Nissan Frontier" manejada con una sola mano por el conductor del programa Sebastian Vignolo hasta el estudio del trece. Luego hará un paneo de distintas imágenes con todo lo que dejó la fecha de la liga profesional de fútbol, haciendo principal hincapié en el tema que cobrará mayor relevancia en cada programa: "Boca Jrs. Y su bajo rendimiento" Otro de los temas a abordar durante el transcurso de la emisión de cada domingo será  el novedoso look de Horacio Pagani donde se debatirá si tiene cada vez las chapas más largas o si sus timbos son modernos. 
A lo largo del programa se darán acaloradas discusiones sobre "¿Quién es más grande?: si Boca ó River ó si Gallardo ó Bianchi." Tomará como principales protagonistas de estas discusiones a Horacio Pagani y Nicolas Distasio. Mientras tanto, en cada discusión, el "pollo" Vignolo oficiará las veces de mediador ó, simplemente solo tirará más leña al fuego para que Pagani quiera levantarse y retirarse del programa aludiendo a que: "sus compañeros no son realmente periodistas, sino que son barrabravas partidarios de sus clubes. Cuál Distasio con River" y además añadirá:"Con treinta y cinco años de profesión ninguno de mis colegas puede si quiere atarme los cordones."

## Equipo

### Conductor
- Sebastián "El Pollo" Vignolo

### Panelistas actuales
- Federico Bulos
- Martín Arévalo
- Héctor Gallo
- Horacio Pagani
- Nicolás Distasio
- Bárbara Fritzler

### Panelistas anteriores
- Rifle Varela (2017)
- Pablo Lunati (2017)
- Roberto Leto (2017)
- Oscar Ruggeri (2017-2020)
- Toti Pasman (2017-2021)
- Daniel Montenegro (2020-2021)
- Narella Senra (2021-2022)

## Premios y nominaciones
| Año  | Premios               | Categoría                | Resultado |
| ---- | --------------------- | ------------------------ | --------- |
| 2017 | Premios Tato          | Mejor Programa Deportivo | Nominado  |
| 2017 | Premios Martín Fierro | Mejor Programa Deportivo | Ganador   |
| 2018 | Premios Martín Fierro | Mejor Programa Deportivo | Ganador   |